# Kari Brattset Dale
Kari Brattset Dale (Fredrikstad, 15 de fevereiro de 1991) é uma handebolista profissional norueguesa, medalhista olímpica.

## Carreira
Dale conquistou a medalha de bronze com a Seleção Norueguesa de Handebol Feminino nos Jogos Olímpicos de Verão de 2020 em Tóquio, após derrotar a equipe sueca por 36–19 na disputa pelo pódio. Nos Jogos Olímpicos de Verão de 2024, em Paris, conquistou a medalha de ouro no torneio feminino do handebol, após vencer na final confronto contra a equipe francesa por 29–21.